# Cyperus cylindrostachyus
Cyperus cylindrostachyus är en halvgräsart som beskrevs av Johann Otto Boeckeler. Cyperus cylindrostachyus ingår i släktet papyrusar, och familjen halvgräs. Inga underarter finns listade i Catalogue of Life.